# Michael Jurack
Michael Jurack, (* 14. únor 1979 Straubing, Západní Německo) je bývalý reprezentant Německa v judu. Je majitelem bronzové olympijské medaile.

## Sportovní kariéra
Jurack byl typickým německým zástupcem těžkých vah. Dobře stavěný a po fyzické stránce kvalitně připravený. Během kariéry si přizpůsobil některé tači-waza techniky k obrazu svému. Uměl soupeře poslat k zemi technikami aši-waza, výjimečně však na ippon. Jeho životním turnajem byly olympijské hry v Athénách v roce 2004. Ve čtvrtfinále svedl napínavou bitvu s Francouzem Lmerem. Minimálním bodovým rozdíl vyřadil jednoho z favoritů na juko. V semifinále se utkal s Jihokorejcem Čang Song-ho. V prvním minutě byl napomínán za pasivitu šidem a po minutě boje neustál rychlý Čangův výpad kučiki-taoši na ippon. O bronzovou medaili se utkal s Mirelijevem z Ázerbájdžánu. Duel byl ukázkou hrubé síly. Rozhodla ho jeho lepší fyzická příprava. Miralijev v druhé polovině kondičně odešel a v poslední minutě se nechal chytit do držení. Jurack získal nečekaný, ale po výkonu zasloužený bronz.
Judu se věnoval vrcholově až do roku 2008, potom co prohrál nominaci na olympijské hry s Benny Berlou.

## Výsledky
| Turnaj             | 1998 | 1999 | 2000 | 2001 | 2002 | 2003 | 2004 | 2005 |
| ------------------ | ---- | ---- | ---- | ---- | ---- | ---- | ---- | ---- |
| Olympijské hry     | -    | -    | dns  | -    | -    | -    | 3.   | -    |
| Mistrovství světa  | -    | dns  | -    | úč.  | -    | 7.   | -    | úč.  |
| Mistrovství Evropy | dns  | dns  | dns  | dns  | úč.  | dns  | 5.   | dns  |
| MS juniorů         | 3.   | -    | -    | -    | -    | -    | -    | -    |
| ME juniorů         | úč.  | -    | -    | -    | -    | -    | -    | -    |